# Реков, Михаил Тарасович
Михаил Тарасович Реков — советский хозяйственный и государственный деятель, Герой Социалистического Труда.

## Биография
Родился в 1924 году в селе Днепровка. Член КПСС.
Пережил немецко-фашистскую оккупацию.
В 1943—1982 — участник восстановления народного хозяйства в Каменско-Днепровском районе, механизатор, звеньевой механизированного звена совхоза «Днепровский» Каменско-Днепровского района Запорожской области Украинской ССР.
Указом Президиума Верховного Совета СССР от 23 июня 1966 года присвоено звание Героя Социалистического Труда с вручением ордена Ленина и золотой медали «Серп и Молот».
Делегат XXII съезда КПСС.
Умер предположительно в январе 1982 года.

## Награды и звания
- Герой Социалистического Труда (23.06.1966)
- Орден Ленина (23.06.1966, 08.12.1973)
- Орден Октябрьской Революции (08.04.1971)